# Parva liga
Parva liga eller efbet liga (bulgarsk: Първа професионална футболна лига) er den bedste fodboldrække for herrer i Bulgarien. Ligaen blev dannet i 1948, men et anderledes format af A PFG havde været i brug før 1948. A PFG er en fodboldrække med 16 hold, der spiller over to kalenderår, fra juli til maj. Der er 30 spillerrunder på en sæson, idet hvert hold spiller mod hinanden to gange. 
Klubben, der vinder A PFG bliver bulgarsk mester, og får muligheden for at repræsentere Bulgarien ved UEFA Champions League, hvor holdet går ind i anden kvalifikationsrunde. På baggrund af Bulgariens plads på UEFAs ranksliste over ligaer, kommer nummer ikke med i UEFA Champions League, men derimod i anden kvalifikationsrunde til UEFA Europa League. Det samme gør vinderen af Bulgarien Cup.